# Bence Szabó (remero)
Bence Szabó (15 de febrero de 1997) es un deportista húngaro que compite en remo.
Ganó dos medallas de plata en el Campeonato Mundial de Remo, en los años 2022 y 2023, y tres medallas en el Campeonato Europeo de Remo entre los años 2021 y 2024.

## Palmarés internacional
| Campeonato Mundial | Campeonato Mundial       | Campeonato Mundial | Campeonato Mundial     |
| Año                | Lugar                    | Medalla            | Prueba                 |
| ------------------ | ------------------------ | ------------------ | ---------------------- |
| 2022               | Račice (República Checa) | Medalla de plata   | Dos sin timonel ligero |
| 2023               | Belgrado (Serbia)        | Medalla de plata   | Dos sin timonel ligero |
| Campeonato Europeo |                          |                    |                        |
| Año                | Lugar                    | Medalla            | Prueba                 |
| 2021               | Varese (Italia)          | Medalla de oro     | Dos sin timonel ligero |
| 2022               | Múnich (Alemania)        | Medalla de oro     | Dos sin timonel ligero |
| 2024               | Szeged (Hungría)         | Medalla de plata   | Dos sin timonel ligero |